# Busija (jezero)
Busija je jezero u Bosni i Hercegovini. Nalazi se na teritoriji općine Glamoč i zauzima površinu od oko 4.000 m2. Busija jezero je najmanje jezero u glamočkoj općini nakon jezera Hrast (25.000 m2) i Šatorskog jezera (8.000 m2).